# Sacadodes pyralis
Sacadodes pyralis là một loài bướm đêm trong họ Noctuidae.